# Luovavaara
Luovavaara är en kulle i Finland.   Den ligger i den ekonomiska regionen  Fjäll-Lappland  och landskapet Lappland, i den norra delen av landet, 900 km norr om huvudstaden Helsingfors. Toppen på Luovavaara är 473 meter över havet, eller 74 meter över den omgivande terrängen. Bredden vid basen är 2,1 km.
Terrängen runt Luovavaara är huvudsakligen platt.  Trakten runt Luovavaara är nära nog obefolkad, med mindre än två invånare per kvadratkilometer. Omgivningarna runt Luovavaara är i huvudsak ett öppet busklandskap.